# 公立七日市病院
公立七日市病院（こうりつなのかいちびょういん）は群馬県富岡市にある医療機関である。

## 診療科
出典
- 内科
- 皮膚科

## 医療機関指定
出典
| 社会保険指定病院   | 国保療養指定病院           |
| 労災保険指定病院   | 生活保護法指定病院         |
| 結核予防法指定病院 | 身体障害者福祉医療指定病院 |
| 被爆者一般指定病院 | 特定疾患医療指定病院       |

## 交通
出典
- 上信電鉄線西富岡下車徒歩で約5分
- 上信越自動車道・富岡ICより自動車で約5分
- 高速バス（池袋～佐久）富岡バス停より車で約5分
- 上野村より乗合バスで60分